# Oleh Olschytsch

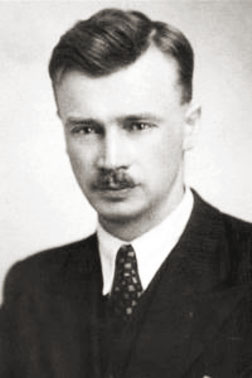
Oleh Olschytsch

Oleh Olschytsch (ukrainisch Олег Ольжич; eigentlich Oleh Olexandrowytsch Kandyba – Олег Олександрович Кандиба; * 8. Juli 1907 in Schytomyr; † 10. Juni 1944 im KZ Sachsenhausen) war ein ukrainischer Dichter, Schriftsteller und Prähistoriker.

## Leben
Oleh Olschytschs Vater war der bekannte ukrainische Dichter Oleksandr Oles. Seine Mutter – Wira Swadowska – war Gymnasiallehrerin. Die Familie verzog im Jahr 1909 nach Kiew und später in den nahegelegenen Kurort Puschtscha-Wodyzja. Oleh wurde Zeuge der Machnowschtschina der Jahre 1917–1922. In dieser Zeit besuchte er eine Mittelschule. Im Jahr 1919 war sein Vater Kulturattaché der Volksrepublik Ukraine in Budapest. Im Januar 1923 emigrierte die Familie zuerst für kurze Zeit nach Berlin und von dort nach Černošice und später nach Řevnice in der Nähe von Prag.

### Schriftstellerisches Wirken
Olschytsch studierte bis 1924 am „Ukrainian Citiziens Committee“ und danach an der philosophischen Fakultät der Karls-Universität Prag. Er wurde in die USA und nach Italien eingeladen, wo er eine Reihe von Vorträgen hielt.
Seine Doktorarbeit zum Thema Bemalte neolithische Gefäße in Galizien und die Monographie Schipenitz: Kunst und Geräte eines neolithischen Dorfes waren sein wissenschaftliches Hauptwerk.
Neben seinen wissenschaftlichen Veröffentlichungen war er auch dichterisch tätig, wobei lediglich zwei seiner Werke – Rin’ (Gravel, 1935) und Vezhi (Towers, 1940) zu seinen Lebzeiten erschienen. Drei weitere Werke – Pidzamche (Near the Castle, 1946), Poezii (Poems, 1956) und Velychnist’ (Majesty, 1969) – erschienen posthum. Das letztere enthält alle in den Sammlungen vertretenen Werke und ebenso die in diesen nicht vertretenen Werke, die in Zeitungen erschienen sind. Im Jahr 1991 gab Mikuláš Nevrlý eine vollständige Sammlung von Olschytschs Werken – versehen mit einer Bibliografie – heraus.

### Politisches Wirken
Seit dem Jahr 1929 war Olschytsch Mitglied der Organisation der „Ukrainischen Nationalisten (OUN)“ und in den Jahren 1939–1941 der Leiter des „Revolutionären Gerichtshofes“ dieser Organisation.
Olschytsch war einer der Gründer und Führer der Karpatenukraine, die nach dem Zusammenbruch der Tschechoslowakei im Jahr 1939 entstand. Nach der Spaltung der OUN stand er auf Seiten der gemäßigten „Melnykisten“ im Gegensatz zu den „Banderisten“. Während der deutschen Besetzung der Ukraine war er in den Jahren 1941 und 1942 am Aufbau des illegalen Netzes der OUN beteiligt. Von Januar 1944 bis zu seiner Verhaftung am 25. Mai 1944 durch die Gestapo in Lemberg war er Mitglied der Führung der OUN. Olschytsch starb in der Nacht vom 9. auf den 10. Juni 1944 während eines Gestapo-Verhörs im KZ Sachsenhausen.

## Nachwirken
Olschytsch wurden in der Ukraine zahlreiche Ehrungen zuteil. So ist in Mykolajiw die „Allgemeinbildende ein- bis dreistufige Oleh-Olschytsch-Schule No. 1“ nach ihm benannt. Ebenso tragen Straßen, zum Beispiel in Kiew, seinen Namen.